# Рясний Євген Вікторович
Євген Вікторович Рясний (29 листопада 1993, с. Михайлюки, Луганська область, Україна — 31 березня 2022, м. Маріуполь, Україна) — лейтенант окремого загону спеціального призначення НГУ «Азов» Національної гвардії України, учасник російсько-української війни, що загинув під час російського вторгнення в Україну 2022 року в збитому під час евакуації гелікоптері.

## Життєпис
Народився 29 листопада 1993 року в селі Михайлюки, Луганської області. Після навчання в місцевій школі вступив до Лисичанського педагогічного коледжу на спеціальність Технологічна освіта, де в цей час навчався його рідний брат Дмитро. Під час навчання захопився історією України, особливо цікавили юнака націоналістичний рух і постать Степана Андрійовича Бандери. Писав статті й виступав серед учнів з промовами на суспільно важливі теми.
У 2012 році перейшов на українську мову спілкування. За спогадами брата, Євген з раннього віку мріяв стати політиком і змінювати Українське суспільство на краще.
З дитинства був активним у спорті, займався футболом.
У 2014 році був учасником Революції Гідності на столичному Майдані.
У квітні 2016 році знову наслідував свого брата Дмитра, який за рік до цього став до лав полку «Азов». Рік був не оформлений, потім підписав контракт. Спочатку служив у снайперському взводі, був заступником командира. Євген брав участь у боях на Світлодарській дузі, у Широкиному та Докучаєвську.
Початок повномасштабної війни «Рясік» зустрів у Маріуполі. Під час боїв дістав дві важкі контузії, перебував у непритомному стані, побратими відкопували його з-під завалів і транспортували на «Азовсталь».
31 березня 2022 року загинув у збитому під час евакуації гелікоптері.
Прощання відбулося 29 листопада 2024 в Києві 

## Нагороди та відзнаки
- Орден «За мужність» ІІІ ступеня (посмертно)[5];
- Медаль «За вірність та звитягу»;
- «Козацький хрест» 3 та 2 ступеня;
- Медаль «За військову службу Україні»[6][3].